# Toshikazu Soya
Toshikazu Soya (født 21. oktober 1989) er en japansk professionel fodboldspiller.
Han har spillet for flere forskellige klubber i sin karriere, herunder Grulla Morioka.